# Hanfried Schulz
Hanfried Schulz (* 1922 in Guben; † 2005 in Berlin) war ein deutscher Maler, Grafiker und experimenteller Künstler.

## Leben und künstlerisches Schaffen
Schulz absolvierte von 1936 bis 1939 eine Lehre als Dekorationsmaler. Im Zweiten Weltkrieg wurde Schulz zum Militärdienst eingezogen und geriet in Kriegsgefangenschaft. Von 1949 bis 1955 studierte er bei Arno Mohr an der Hochschule für bildende und angewandte Kunst Berlin-Weißensee. Ab 1955 arbeitete er freischaffend in Ost-Berlin. Gemeinsam mit dem Mail-Art-Pionier Robert Rehfeldt übernahm er zahlreiche Aufträge für Wandbilder.
In den 1950er und 1960er Jahren bildete Schulz mit Robert Rehfeldt, Ingo Kirchner und ab 1965 mit dem befreundeten Maler Dieter Tucholke eine experimentelle Künstlergruppe. Die Mitglieder der Gruppe knüpften an Dadaismus und Konstruktivismus an und griffen bald auch Elemente des Tachismus und der Pop-Art auf. Sie fanden so zu künstlerischen Strategien, die „genügend Realität aufnehmen konnten und sich dennoch einer verallgemeinernden Welthaltigkeit nicht verschlossen“. Die Gruppe bestand auf der Pflicht zum „Experiment mit allen Medien und Materialien“. Damit entsprach sie weder dem Kunstverständnis der in Berlin dominierenden Berliner Schule noch dem Begriff, den die staatlichen Institutionen der DDR von Kunst hatten. Tucholke sagte in einem 1990 veröffentlichten Gespräch über die Verbundenheit des Künstlerkreises: „Wir [...] hatten [...] kein Programm, dafür gemeinsame künstlerische Haltungen.“ Der Kunsthistoriker Wolfgang Hütt beschrieb, dass die Künstler in ihren Arbeiten sehr persönliche Bekenntnisse abgaben und schonungslos ihre eigenen Ängste und Nöte offenbarten.
Schulz war bis 1990 Mitglied des Verbands Bildender Künstler der DDR und nahm in der DDR von 1949 bis 1986 an einer bedeutende Zahl zentraler und wichtiger regionaler Ausstellungen teil.

## Selbstreflexion
„die kunst ist ein großer garten mit unzähligen schönen blumen und pflanzen. ein jeder kann sich daraus eine pflücken, einen strauß zusammenstellen oder einen kranz flechten.“

## Fotografische Darstellung Schulz’(Auswahl)
- Christian Borchert: Der Maler Hanfried Schulz in seinem Atelier (1975)[9]

## Werke (Auswahl)

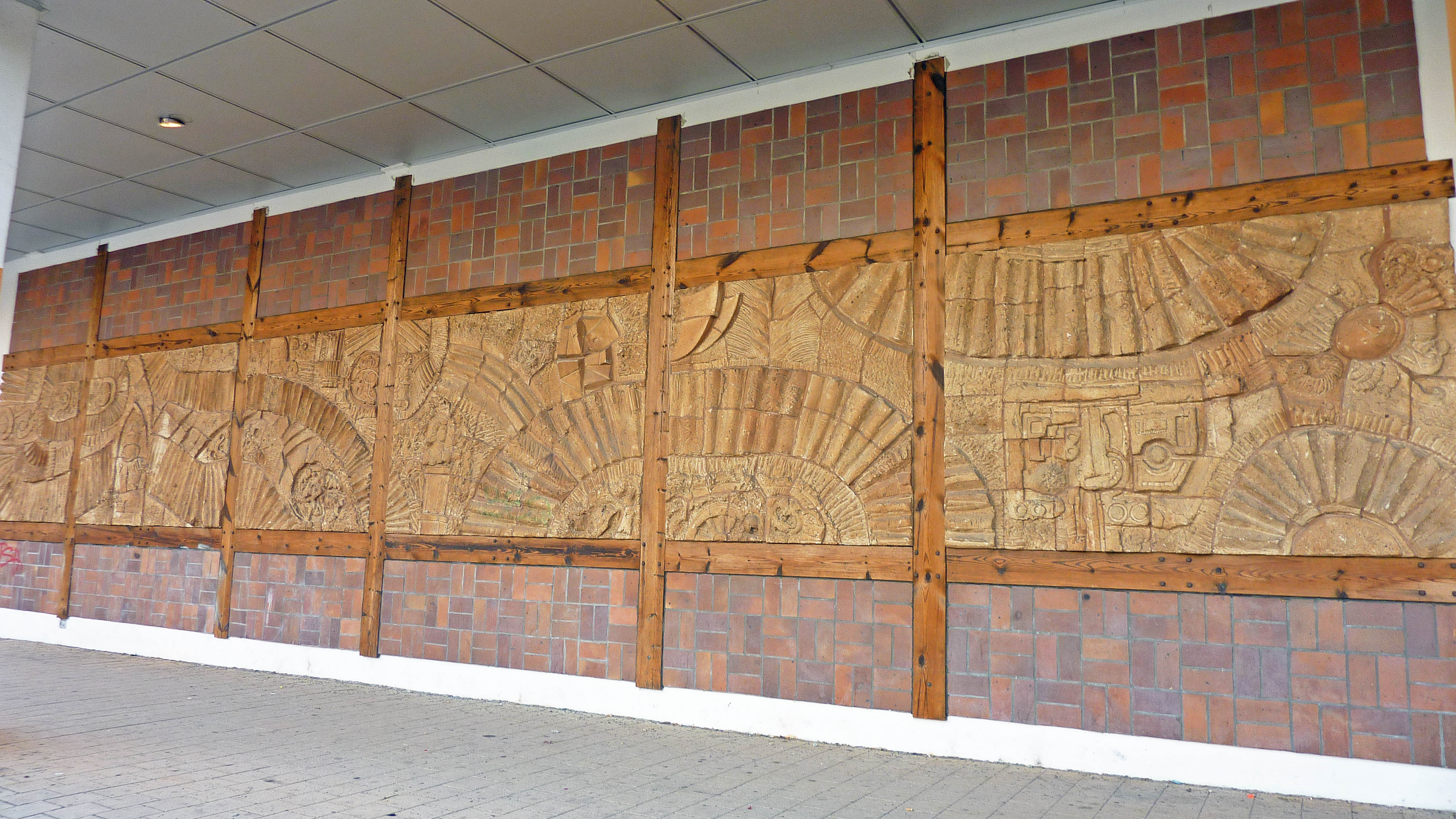
Keramikrelief von Robert Rehfeldt und Hanfried Schulz aus dem Jahr 1982 in Berlin-Friedrichsfelde, 2011

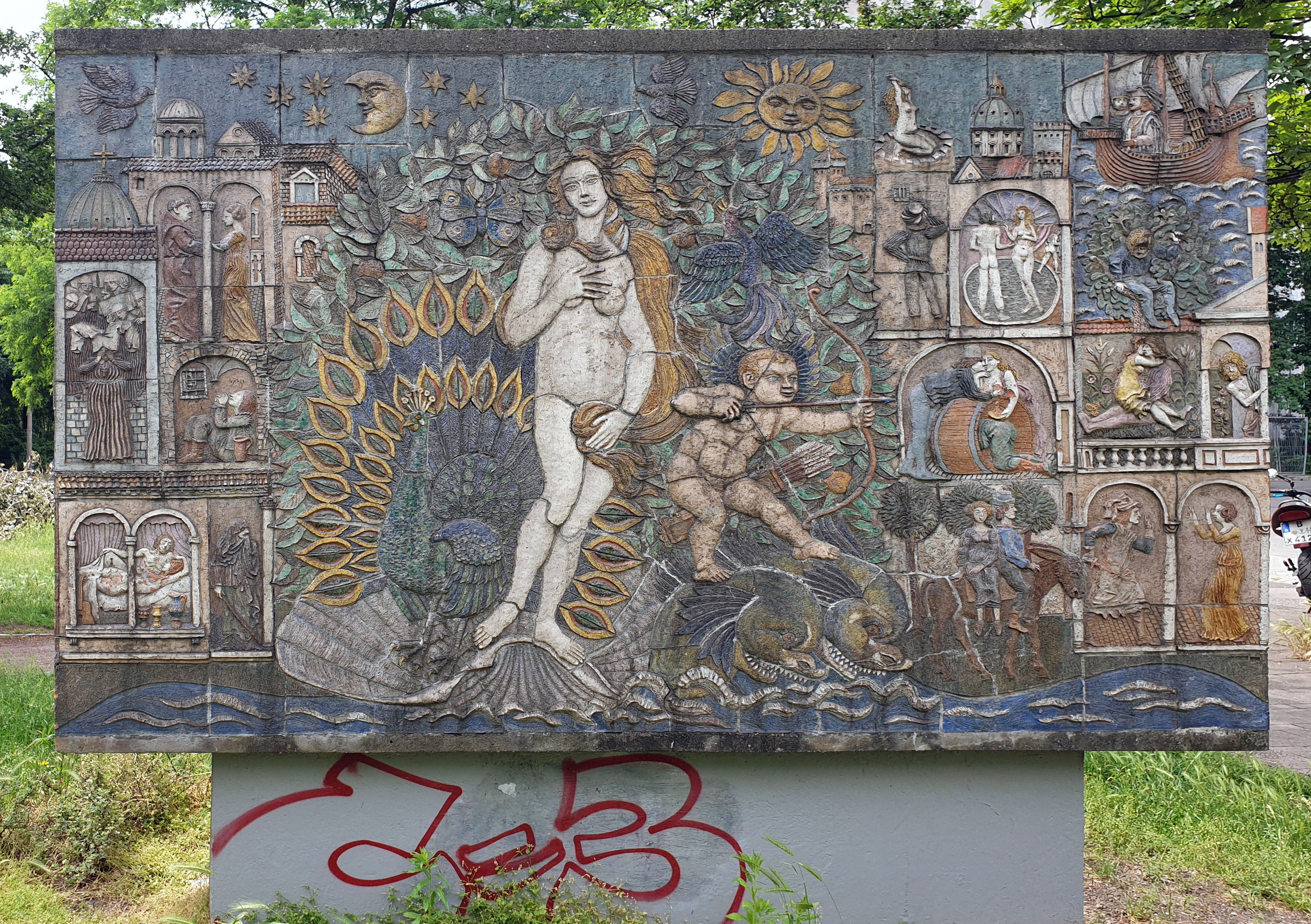
Bocaccio – Der Frieden aus einer 1975 entstandenen Reihe von Reliefs von Schulz und Werner Petrich, Frankfurter Allee 174, Berlin-Lichtenberg

- Albert Einstein (Holzschnitt, 98 × 62 cm; auf der IV. Deutschen Kunstausstellung)[10]
- Mahatma Gandhi (Holzschnitt, 98 × 62 cm; auf der IV. Deutschen Kunstausstellung)[11]
- Thomas Mann (Holzschnitt, 98 × 62 cm; auf der IV. Deutschen Kunstausstellung)[12]
- Albert Schweitzer (Holzschnitt, 98 × 62 cm; auf der IV. Deutschen Kunstausstellung)[13]

- 1964: Mädchen Mitkatze[14]
- 1968: ERBAUT 1777[15]
- 1981: Bildelemente von Albrecht Dürer in Berlin-Marzahn, Allee der Kosmonauten 141/143 (zusammen mit Werner Petrich); 
Außenwandbild an der Stirnwand des Eingangsvorbaus der damaligen 1. Hilfsschule „Reinhold Dahlmann“. Nicht erhalten, da im Jahr 2005 das Gebäude abgerissen wurde[16]
- um 1982: Einblick[17]
- um 1984: Genesis[17]
- um 1984: Ritter[17]
- Apokalypsis, Zeichnung und Collage[3]

Für den Band 80 der Lyrikreihe Poesiealbum der Dichterin Gabriele Eckart aus dem Jahr 1974 schuf Schulz den Einband und die Grafik.
Mediale Aufmerksamkeit erregten 1995 die Pläne der Berliner Verkehrsbetriebe, nach denen die „aus DDR-Zeiten stammenden Kunsttafeln“ – ein Zyklus von Robert Rehfeldt, Hanfried Schulz und Siegfried Krepp – auf dem U-Bahnhof Rosa-Luxemburg-Platz mit Reklametafeln zugenagelt werden sollten. Die 16 Tafeln mit Collagen zu Motiven der Kaiserzeit und der Weimarer Republik wiesen Graffiti und Vandalismusschäden auf. Im Jahr 2003 wurden die Tafeln abgehängt und bis zur Klärung ihrer weiteren Verwendung eingelagert. Die frei gewordene Fläche wurde überstrichen.

## Einzelausstellungen (unvollständig)
- 1963: Berlin-Weißensee, Kunstkabinett der Instituts für Lehrerweiterbildung

- 1968: Erfurt, Erfurter Ateliergemeinschaft,  Hanfried Schulz – Zeichnungen[20]
- 1975: Neubrandenburg, Haus der Kultur und Bildung (Grafik)

- 2005: Berlin, Galerie Joachim Pohl – Abstraktion & Konstruktivität: Arbeiten auf Papier und Skulptur

### Postum
- 2005: Beeskow,  Burg Beeskow– Hanfried Schulz ,Maler und Grafiker[1]
- 2006. Berlin, Galerie Parterre – Zwiegespräch
- 2006: Berlin, Galerie Joachim Pohl, – in memoriam (mit Robert Rehfeld und Rolf Winkler)